# Squalus suckleyi
O Squalus suckleyi é uma espécie comum da família de tubarões Squalidae (peixe-gato) e está entre as espécies de tubarões mais abundantes do mundo. Esta espécie está intimamente relacionada com Squalus acanthias e, por muitos anos, foi tratada como uma única espécie. Pesquisas recentes, usando dados merísticos, morfológicos e moleculares, levaram à ressurreição do Pacific Spiny Dogfish como uma espécie separada.  A American Fisheries Society recomenda o nome comum "Pacific Spiny Dogfish" para Squalus suckleyi sobre alternativas como "Spotted Spiny Dogfish" e "North Pacific Spiny Dogfish" e "Spiny Dogfish" para Squalus acanthias .
O comprimento máximo de um Squalus suckleyi pode ser de 30 cm , e eles podem viver até 100 anos. Squalus suckleyi tem uma taxa de crescimento mais lenta, tamanho máximo maior e maturidade posterior em comparação com espécies de Squalus acanthias . A menor taxa de crescimento e o tempo de maturidade podem estar relacionados às temperaturas mais frias que esses tubarões enfrentam. O Squalus suckleyi prefere temperaturas entre 30 e 15 graus. O Squalus suckleyi é encontrado em todo o mundo, mas o Squalus suckleyi é encontrado principalmente no Oceano Pacífico. Essas áreas variam da Coréia ao Japão e Rússia, além do golfo do Alasca até Baja, Califórnia. Eles são conhecidos por serem piscívoros, comendo outros peixes. Além disso, eles são conhecidos por consumir polvos, lulas e crustáceos.
Squalus suckleyi tem uma taxa de reprodução lenta em comparação com outros tubarões, com um período de gestação de aproximadamente dois anos. Isso torna o Squalus suckleyi mais vulnerável a ameaças, pois leva mais tempo para se reproduzir.

## Anatomia

### Tamanho, crescimento e idade
Os peixes espinhosos do Pacífico são pequenos e magros membros da família Squalidae. Em todo o Oceano Pacífico, os peixes macho e fêmea medem cerca de 100 a 130 centímetros. O cação fêmea do Pacífico atinge um peso de 15 a 20 libras por maturidade, enquanto os machos tendem a ser muito menores em peso. A maturação média dos tubarões normalmente leva cerca de 25 anos. Eles podem até viver até os 100 anos de idade. Isso torna o Squalus suckleyi a vida mais longa de todos os peixes-cachorro.

### Aparência
Seu focinho distinto, olhos grandes e cabeça achatada são apenas algumas das características físicas que conferem ao Squalus suckleyi uma aparência distinta. O cação tem um corpo cilíndrico. Este tipo de tubarão também contém uma coloração corporal única. A metade superior do tubarão tem uma cor cinza com manchas brancas espalhadas, enquanto a metade inferior tem uma cor branco / cinza claro. A escama do Squalus suckleyi é composta pelo mesmo material dos dentes de tubarão, chamado dentículo dérmico, tornando a pele muito dura e durável. A pele dos tubarões costumava ser usada como lixa uma vez seca para fazer madeira ou até mesmo como couro, uma vez removidos os dentículos. Por fim, o Squalus suckleyi tem um conjunto de dentes especializados para triturar, em vez de rasgar pelos dentes, sendo achatados e com bordas afiadas. Se algum dos dentes estiver desgastado ou quebrado, novos dentes substituí-los das duas fileiras que não estão sendo usadas para atacar outros animais.

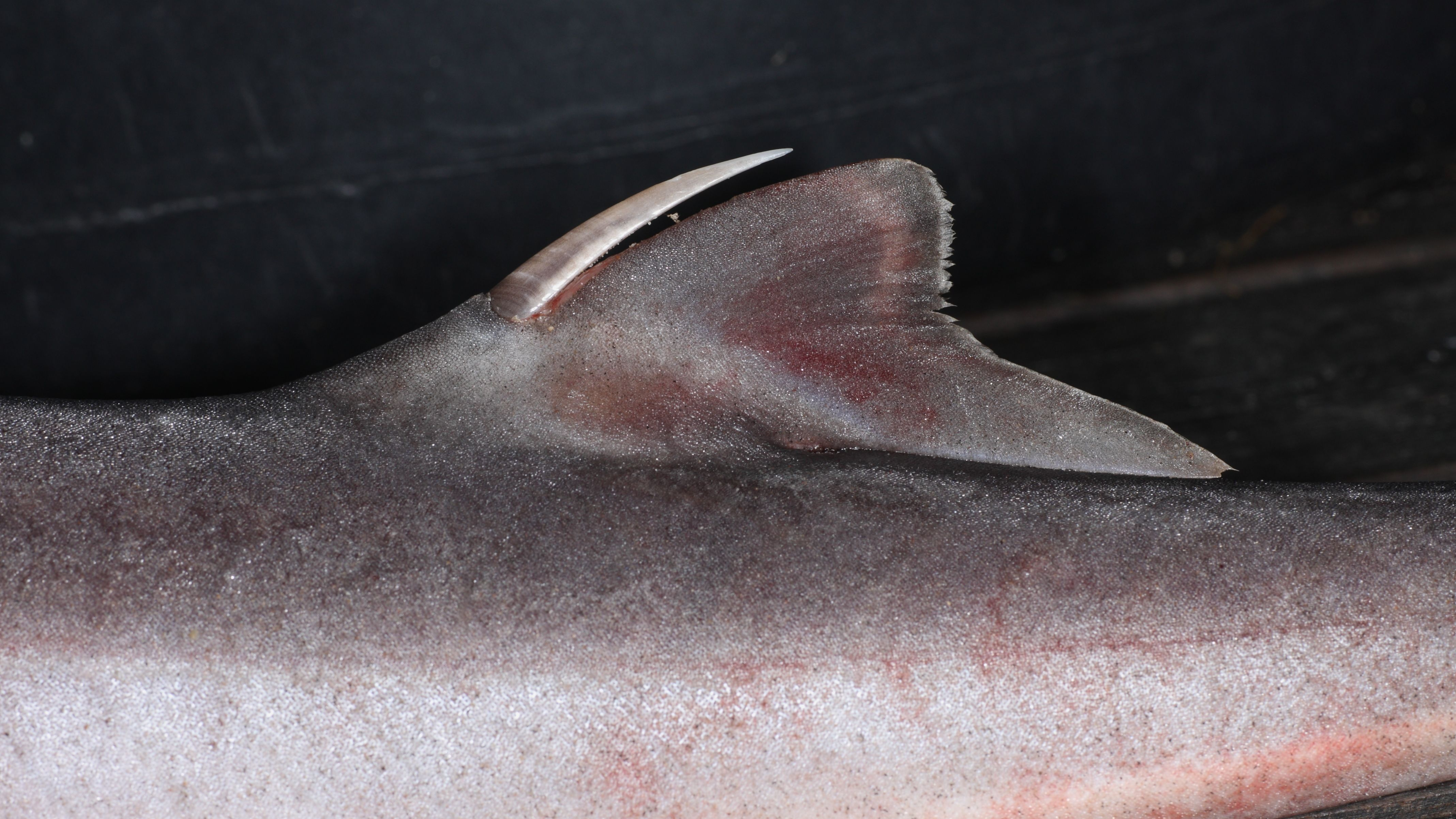
Barbatana venenosa do Squalus suckleyi

### Espinhos e barbatanas
Outra característica específica desse tipo de tubarão é a estrutura de suas barbatanas . Embora o Squalus suckleyi não tenha uma barbatana anal, ele tem uma barbatana especial. Em relação ao nome, o Squalus suckleyi tem dois espinhos na frente de cada barbatana dorsal. O uso de dois espinhos no corpo externo foi comprovado para o uso de proteção contra inimigos como outros tubarões, humanos e até baleias. As duas barbatanas são conhecidas por sua natureza venenosa. É aqui que o nome "Espinhoso" entra em cena devido aos espinhos semelhantes a espinhos que estão na frente de cada barbatana dorsal. O tubarão forma uma bola enrolada e ataca seus predadores. Outra característica das espinhas dorsais são os anéis no esmalte que podem ser usados para estimar a idade. As barbatanas dorsais também oferecem vantagens aos tubarões. A primeira barbatana dorsal ajuda o Squalus suckleyi a manter uma posição corporal estável enquanto nada, enquanto o segundo auxilia na geração de impulso. A barbatana caudal é maior que o normal, o que ajuda os tubarões a manobrar através da água de maneira rápida e eficiente.